# Ecoturismo en Querétaro
El ecoturismo en Querétaro trata de realizar visitas y hacer recorridos turísticos con el objetivo de conservar el patrimonio natural y cultural de los lugares.Fomenta la noción de desarrollo económico sustentable y la preservación de los sitios.
El ecoturismo busca el respeto hacia las zonas naturales y al ambiente. Generar conciencia sobre los entornos naturales y su cuidado. Muchos países se han encargado de fomentar esta actividad como Venezuela, Brasil, Costa Rica, Ecuador, México, Sudáfrica, y otros más.
En Querétaro existen muchas Reservas Naturales, las cuales pueden visitar y realizar actividades ecoturísticas, donde podrán observar los alrededores de estos hermosos lugares.

## Parque Nacional el Cimatario
Se encuentra en los municipios de: Querétaro, Corregidora y Huimilpan. El área protegida abarca una extensión de 2,447.37 hectáreas. Embellece a la ciudad con una zona arbolada en donde habitan animales como el venado de cola blanca y algunas plantas como matorrales, cardonales, entre otros. Una de sus actividades recreativas es el día del campo y aparte, hay actividades para los turistas nacionales y extranjeros.

## Reserva de la Biosfera de la Sierra Gorda

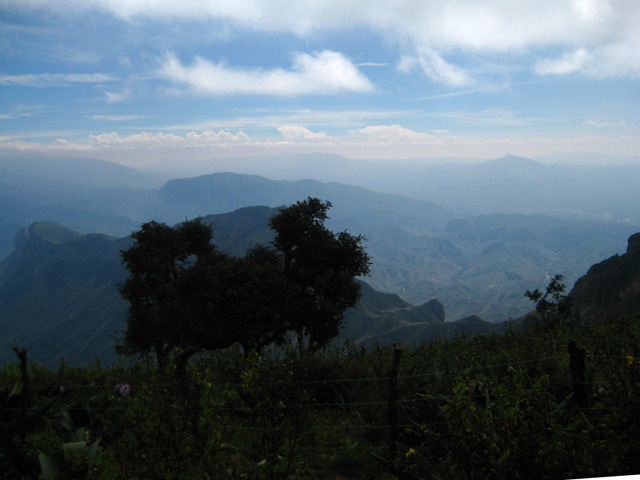
Sierra Gorda.

Se ubica al norte de la Ciudad de Querétaro, en la carretera núm. 120, San Juan del Río-Xilitla, hacia la Sierra Gorda, cuenta con una extensión de 383 567 hectáreas. Comprende los municipios de Arroyo Seco, Jalpan de Serra, Peñamiller, Pinal de Amoles y Landa de Matamoros.
Tiene una gran eco diversidad ya que existen una amplia gama de ecosistemas, donde podrás visitar varios atractivos que se encuentran en este lugar. Podrás pescar, recorrer las 5 misiones franciscanas, los monumentos, museos, zonas arqueológicas, y tendrás contacto con la naturaleza ya que también podrás conocer el Cañón del Paraíso, Cascada el Chuveje, el Sótano del Barro, ir a campamentos ecoturísticos, entre otras cosas. Lo grandioso de esto, es que existen diferentes tipos de flora y fauna que podrás observar.

## Peña de Bernal
Se encuentra en el municipio de Ezequiel Montes, en un pueblo llamado Bernal. Es un gran monolito de más de 288 metros de altura y es el tercer más alto del mundo. Lo que puedes hacer en este maravilloso lugar es escalar y es posible subir hasta la punta de la roca con equipo de rappel o escalada pero con el permiso de las autoridades municipales y guiados por expertos. También puedes deleitarte con espectáculos culturales que se presentan e incluso comprar lindas artesanías típicas de la región.

## Las minas de ópalos
Se localizan en el Municipio de Tequisquiapan, sobre la carretera Querétaro-Tequisquiapan en la comunidad de la Trinidad, ofrecen recorridos, que son generalmente en la mañana y duran 2 horas aproximadamente, se encuentra  a cielo abierto lo cual permite apreciar a los mineros que trabajan de forma rústica.
El ópalo es una piedra que se distingue por la pureza de sus cristales, y su capacidad para irradiación. Se Puede disfrutar del paseo a las minas,  los talleres y aprovechar para observar el paisaje, desde las montaña, donde se alcanza a ver la Presa Centenario y el Valle de Tequisquiapan,  inclusive de distingue la Peña de Bernal.

## Aventura en Amealco
A sólo hora y media de Querétaro, Amealco se antoja como un municipio único. Desde la carretera, se contempla su amplia vegetación, sus hermosos paisajes boscosos entre verdes planicies y cuerpos de agua.
Amealco es un lugar grandioso ideal para practicar el ciclismo de montaña, acampar o realizar una agradable caminata; cuenta con una exquisita variedad de platillos gastronómicoscomo el mole rojo o verde y el mole de guajolote herencia otomí y chichimeca y que decir de la famosa barbacoa se extiende por todo el municipio y se puede empezar a disfrutar, de preferencia los fines de semana.